# Карлос Сільоніс
Карлос Сільоніс Оберті (ісп. Carlos Cillóniz Oberti, 1 липня 1910, Іка, Перу — 13 жовтня 1987, Ліма, Перу) — перуанський футболіст, що грав на позиції нападника, зокрема, за клуб «Універсітаріо де Депортес», а також національну збірну Перу.

## Клубна кар'єра
Грав за команду «Універсітаріо де Депортес» з Ліми. 

## Виступи за збірну
Був присутній в заявці національної збірної Перу на чемпіонату світу 1930 року в Уругваї, але на поле не виходив.
Помер 13 жовтня 1987 року на 78-му році життя у місті Ліма.